# Allocosa handschini
Allocosa handschini este o specie de păianjeni din genul Allocosa, familia Lycosidae. A fost descrisă pentru prima dată de Schenkel, 1937.
Este endemică în Morocco. Conform Catalogue of Life specia Allocosa handschini nu are subspecii cunoscute.